# Yoshi's Cookie
Yoshi's Cookie (ヨッシーのクッキー Yosshī no Kukkī?) es un videojuego de combinación de fichas disponible para la NES, Game Boy, SNES, y la Consola Virtual de la Wii.
Yoshi's Cookie es también un telón de fondo para el Puzzle Mode en Tetris DS y un nivel de competición en Mario Kart: Double Dash!! (llamado Cookie Land).

## Jugabilidad
Yoshi's Cookie es un videojuego de combinación de fichas en el que el jugador recibe un campo de juego poblado con cookies de varios tipos, dispuestos en una cuadrícula rectangular. El objetivo principal de cada nivel es limpiar el campo de juego de todas las cookies. El reproductor mezcla y combina las cookies de modo que las filas o columnas enteras consisten solo en cookies del mismo tipo. El jugador controla un cursor en la cuadrícula que se usa para rotar líneas individuales de manera similar al Cubo de Rubik. Cuando una sola fila o columna contiene todas las cookies coincidentes, la fila se borra de la cuadrícula. El tamaño de la cuadrícula aumenta a partir de las cookies que ingresan desde los lados superior y derecho del campo de juego y un juego terminado ocurre cuando la grilla se desborda. Un sexto tipo galleta, con forma de la cabeza de Yoshi, de vez en cuando parece que actúa como un comodín, que se utiliza para ayudar a líneas claras de cualquier otra galleta.

### Modos de juego
Yoshi's Cookie tiene diferentes modos de juego. En el modo para un jugador "Acción", el jugador completa niveles sucesivos que progresivamente se vuelven más complejos. Un modo VS multijugador tiene dos jugadores que compiten entre sí en pantalla dividida. La versión Super NES tiene un modo VS para un jugador en el que el jugador compite contra un jugador de computadora. La versión Super NES también contiene un modo Puzzle en el que cada nivel tiene una grilla de cookies predefinida y el jugador debe borrar todas las cookies en un número máximo de movimientos.

## Historia
El juego fue desarrollado inicialmente por BulletProof Software bajo el nombre Hermetica y publicado por Nintendo en 1992 y  1993 . En 1992 el juego es lanzado para Famicom y Game Boy en Japón. En 1993 el juego se porta a la Super Famicom en Japón y sale a la venta en Estados Unidos para NES, SNES y Game Boy. Al año siguiente se lanza para esos mismos sistemas en Europa.
Yoshi's Cookie está también disponible en el juego de la Nintendo GameCube Nintendo Puzzle Collection, junto con Dr. Mario y Panel de Pon (llamado Tetris Attack, Pokémon Puzzle League o Puzzle League fuera de Japón), lanzado inicialmente solo en Japón y con posterioridad en el resto del mundo.
La versión SNES de Yoshi's Cookie presenta una versión ligeramente actualizada de la apariencia de Yoshi. El nuevo Yoshi cuenta con una cabeza más grande y un cuello más corto. Este aspecto es el utilizado en Super Mario World 2: Yoshi's Island y Yoshi's Story. La versión de Super NES también reutiliza algunos de los sprites (principalmente de Mario) y fondos de Super Mario World y extrañamente, Yoshi's Island, que salió después de la versión SNES del juego.
La versión NES de Yoshi's Cookie está disponible en la Consola Virtual de la Wii desde el 4 de abril de 2008 en Europa y Australia, y desde el 7 de abril de 2008 en Estados Unidos y Canadá.

## Desarrollo
Yoshi's Cookie originalmente comenzó a desarrollarse como un juego de Super NES llamado "Hermetica" producido por el diseñador de juegos David Nolte. El juego fue mostrado por primera vez por Bullet-Proof Software en el Consumer Electronics Show de 1992. Nintendo obtuvo las licencias para las versiones de 8 bits (NES y Game Boy) de Hermética, y desarrolló el juego en Yoshi's Cookie, que ahora presentaba a los personajes de Mario. La banda sonora fue compuesta por Akira Satou, Nobuya Ikuta, Noriko Nishizaka y Tsutomu, que también presenta una versión de Csikós Post, escrita por el compositor alemán Hermann Necke. Las versiones de NES y Game Boy se lanzaron por primera vez en Japón el 21 de noviembre de 1992. Luego se lanzaron en América del Norte en abril de 1993 y en Europa el 28 de abril de 1993. Si bien Bullet-Proof Software retuvo los derechos del juego Super NES original, Nintendo otorgó la licencia de los personajes de Mario y permitió que el desarrollador utilizara la marca Yoshi's Cookie. Esta versión fue producida por Nolte y Yasuaki Nagoshi. Los niveles en el modo Puzzle del juego fueron diseñados por el creador de Tetris Alexey Pajitnov. La versión Super NES se lanzó en Japón y Norteamérica en 1993 y en Europa en 1994.

## Premisa
El objetivo del juego es que Mario mezcle y combine las galletas. El jugador controla un cursor que puede ser utilizado para deslizar filas de galletas una sola posición, en un cuadrado de galletas, con una metodología de juego similar al Cubo de Rubik. El objetivo es crear líneas de galletas emparejadas, que entonces son borradas de la pantalla (y son devoradas por un hambriento Yoshi que espera en la esquina inferior izquierda).
En el modo aventura el objetivo es solo seguir jugando durante tanto tiempo como sea posible, mientras que en el modo rompecabezas cada pantalla debe ser resuelta en un número mínimo de movimientos. 

## Recepción
Yoshi's Cookie recibió críticas mixtas a positivas. GamesRadar lo clasificó como el 48.º el mejor videojuego disponible en Game Boy y Game Boy Color. El Washington Post en 1993 calificó el juego de "simple, pero adictivo, al igual que todos los rompecabezas del Big N. Dale una prueba de sabor a Yoshi's Cookie, pero no lo hagas antes de acostarte. Es posible que tengas pesadillas sobre la llegada de NES de vuelta a la vida".

## Música
- Csikós Post